# نوک‌نهنگ بزرگ
نوک‌نهنگ بزرگ آب‌بازی بزرگ‌جثه و عضو سرده سیاه‌دلفین‌ها از خانواده نوک‌نهنگان است. این سرده دو عضو دارد که یکی نوک‌نهنگ بزرگ و دیگری نوک‌نهنگ بیرد است. این دو گونه آنقدر به هم همانندی دارند که بعضی دانشمندان جدا کردن آن دو به عنوان گونه‌های مستقل را اشتباهی تاریخی می‌دانند. این دو گونه بزرگترین نوک‌نهنگان هستند و از آن‌ها با نام نوک‌نهنگان بزرگ یاد می‌شود. این نهنگان از معدود نوک‌نهنگانی هستند که از دیرباز به صورت تجاری شکار می‌شدند.

## توصیف ظاهری
دو گونه نوک‌نهنگ بزرگ و نوک‌نهنگ بیرد بسیار به هم شبیه هستند و اگر در مناطق جغرافیایی جدا از هم زندگی نمی‌کردند، تشخیصشان از هم امکان‌پذیر نیست. طول تخمین زده شده برای نوک‌نهنگ بزرگ ۱۲ متر است، اگرچه همه نمونه‌های مرده به ساحل افتاده طولی کمتر از این داشته‌اند. نوک‌نهنگ بیرد اما دارای طول ثبت شده‌ای میان ۱۲ تا ۱۳ متر است. وزن آن‌ها به ۱۴ تن می‌رسد.
هر دو نهنگ نوک‌های بلندی دارند که حتا در میان نوک‌نهنگ‌ها دارای طولی بلند به حساب می‌آیند. فک پایینی از فک بالایی درازتر است و دندان‌های جلویی حتا در هنگامی که دهان بسته است، آشکارا دیده می‌شوند. ملون در سر مشخصن گردشکل است. شکل بدن باریک است و همه سطح آن به یک رنگ. رنگ بدن نمونه‌های گوناگون می‌تواند از خاکستری روشن تا سیاه متغیر باشد. باله‌های کناری کوچکند و باله پشتی کوچک این نهنگ در فاصله‌ای برابر با سه چهارم طول بدن از سر قرار گرفته است. دودیسی کمی در میان دو جنس این نهنگ وجود دارد.

## گستره
گستره زندگی دو گونه با هم اشتراکی ندارد. این شاید دلیل اصلی آن باشد که دو گونه در طول تاریخ به عنوان گونه‌هایی جدا در نظر گرفته می‌شدند.
نوک‌نهنگ بزرگ در بخش‌های بزرگی از اقیانوس منجمد جنوبی یافت می‌شود. به ساحل افتادن آن در کرانه‌های زلاندنو و آرژانتین نشان می‌دهد که این گونه در آب‌های کشورهای جنوبی نزدیک به قطب جنوب جانوری معمول به شمار می‌آید. این نهنگ همچنین در جورجیای جنوبی و آفریقای جنوبی نیز دیده شده است. این مشاهدات نشان می‌دهند که این جانور آب‌های سرد و قطبی را ترجیح می‌دهد.
نوک‌نهنگ بیرد در شمال اقیانوس آرام و دریای ژاپن و دریای اختسک زندگی می‌کند. نمونه‌هایی از این نهنگ تا دریای برینگ در شمال و شبه‌جزیره باخا کالیفرنیا در جنوب غربی و جزایر ژاپن در جنوب شرقی آرام دیده شده‌اند.